# Karl Aegli
Karl Aegli (9 febbraio 1887 – ...) è stato un calciatore svizzero, di ruolo mediano.

## Carriera
Militò nel Winterthur prima di approdare in Italia.
Arrivò al Torino nel 1909, dove militò per una sola stagione, marcando due presenze, la prima il 6 marzo 1910 in un Milan-Torino 0-1 e la seconda il 10 aprile 1910 in un Inter-Torino 7-2.
L'anno seguente passa alla Juventus, con cui esordisce nella partita contro il Piemonte Football Club il 27 novembre 1910, pareggiata per 1-1, mentre la sua ultima partita fu contro l'Inter l'11 febbraio 1912 in una sconfitta per 4-0. In due stagioni bianconere collezionò 19 presenze.

## Statistiche

### Presenze e reti nei club
| Stagione        | Club            | Campionato      | Campionato | Campionato |
| Stagione        | Club            | Comp            | Pres       | Reti       |
| --------------- | --------------- | --------------- | ---------- | ---------- |
| 1910-1911       | Juventus        | Prima categoria | 10         | 0          |
| 1911-1912       | Juventus        | Prima categoria | 9          | 0          |
| Totale Juventus | Totale Juventus |                 | 19         | 0          |
| Totale carriera | Totale carriera |                 | 19         | 0          |